# Tabora-Klasse
Die Tabora-Klasse, auch Typ „Tabora“ war ein für die Afrikafahrt entwickelter aber universell einsetzbarer Schnellfrachtertyp der Deutschen Werft in Hamburg. Gebaut wurden in den Jahren 1965 bis 1967 sechs Schiffe.

## Geschichte
In den 1960er Jahren erzeugte das schnell wachsende Transportaufkommen des afrikanischen Fahrtgebietes der Hamburger Reederei Deutsche Afrika-Linien einen zunehmenden Tonnagebedarf. Sie beauftragte daher die Deutsche Werft in Hamburg mit der Entwicklung und dem Bau des schnellen und vielseitig einsetzbaren Stück- und Schwergutfrachtschiffstyp der Tabora-Klasse. Namensgeber und Typschiff war die 1965 in Dienst gestellte Tabora. Im selben Jahr folgte noch das erste Schwesterschiff für dieselbe Reederei, die Talana. Am 30. September 1966 übernahm die DAL den dritten Bau, die Taveta. Zusätzlich gliederte man die 1966 nahezu baugleiche Tugelaland der Hamburger Globus-Reederei in den Dienst ein. Mit den Schwesterschiffen Stellenbosch und Swellendam der südafrikanischen DAL-Tochtergesellschaft Cape Continent Shipping folgten 1967 die beiden letzten Schiffe des Schiffssextetts.

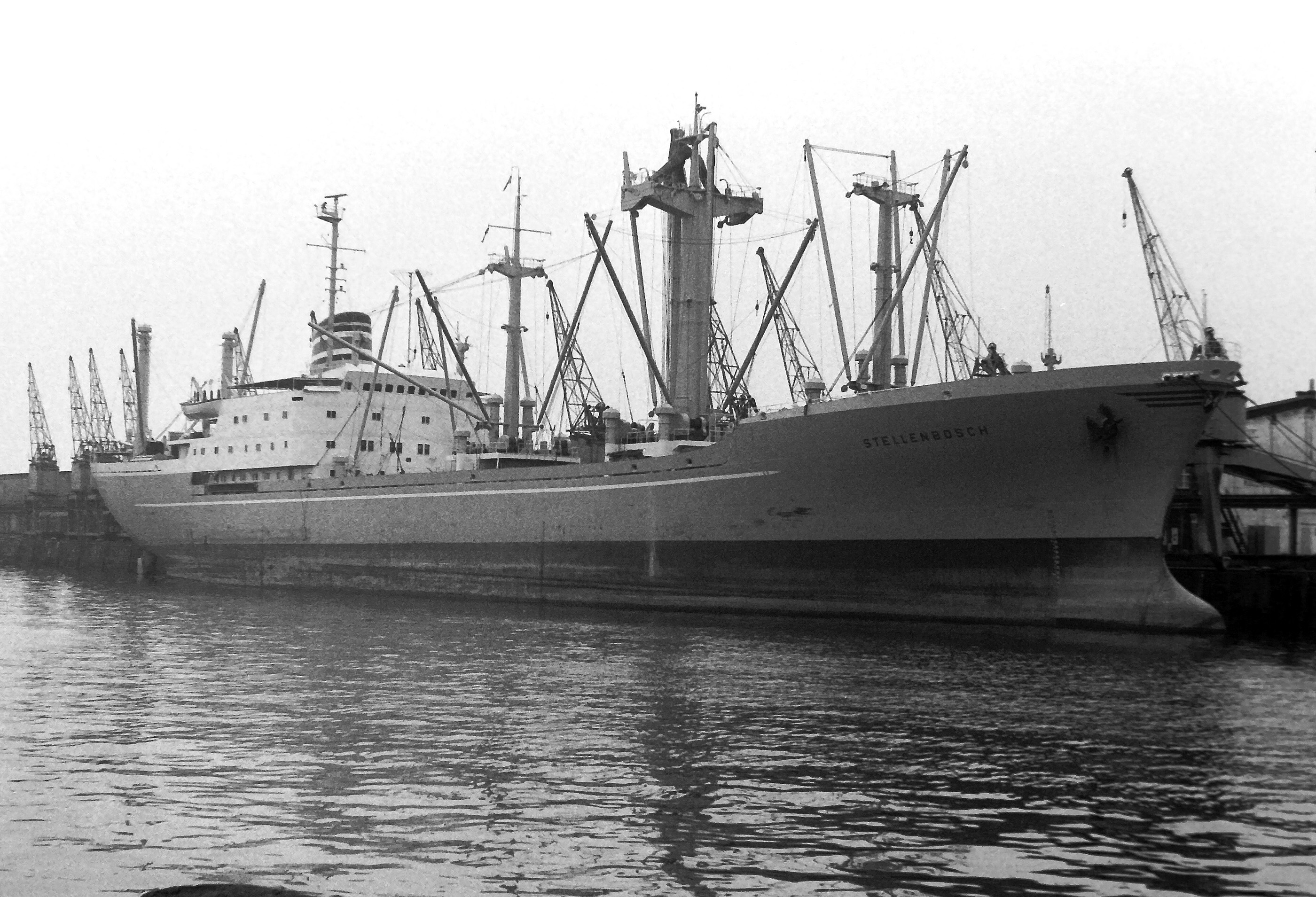
Die Stellenbosch 1969 in Farben der Deutschen Afrika Linien

Bemerkenswert an den einzelnen Lebensläufen ist zum einen die Taveta. Das Schiff wurde 1973 umgerüstet, um ab September 1973 als Ausbildungsschiff der Reederei zu fungieren. Rund 175 Seemeilen südwestlich von Lissabon brach am 16. September 1975 während einer Reise ein Feuer auf dem Schiff aus, dem drei Besatzungsmitglieder zum Opfer fielen. Das zunächst aufgegebene Schiff wurde später eingeschleppt und wieder in Fahrt gebracht. Mitte der 1990er Jahre war es noch im Betrieb. 
Die Talana wurde nach rund zehn Jahren Einsatz bei der DAL am 10. September 1975 an die Deutsche Seereederei, Rostock übertragen, bei der sie weitere 15 Jahre bis zum 7. September 1990 als Georg Handke betrieben wurde.
Einige der Schiffe wurden zuletzt von chinesischen Reedereien betrieben, zwei davon waren trotz ihres verhältnismäßig hohen Alters noch bis in die 2010er Jahre als in Fahrt gemeldet.

## Beschreibung
Der Grundentwurf der Schiffe mit 3/4 achterlich angeordneten Aufbauten unterschied sich nicht grundlegend von zeitgenössischen Linienfrachtern. Die knapp 156 Meter langen und 20,6 Meter breiten Schiffe besaßen fünf Laderäume mit einem Schüttgutvolumen von 21.600 m3. Die Laderäume verfügten über zwei Decks und waren für den Transport von Schwergut verstärkt. Darüber hinaus waren 730 m3 Kühlräume und Süßöltanks mit einem Volumen von 545 m3 vorhanden. Zum Ladungsumschlag waren die Schiffe mit einem sehr vollständigen konventionellen Ladegeschirr sowie einem Schwergutgeschirr mit 150-Tonnen-Schwergutbäumen für zwei Luken ausgerüstet.
Die verwendeten MAN K6Z 78/155D Sechszylinder-Zweitakt-Hauptmotoren mit rund 9600 PS erlaubten eine Geschwindigkeit von 18,5 bis maximal 19 Knoten.
Die Besatzung der Schiffe betrug bis zu 44 Mann, darüber hinaus konnten bis zu 12 Passagiere mitreisen.

## Bauliste
| Die Schiffe des Typ Tabora | Die Schiffe des Typ Tabora | Die Schiffe des Typ Tabora | Die Schiffe des Typ Tabora | Die Schiffe des Typ Tabora | Die Schiffe des Typ Tabora |
| Bauname                    | Bau- nummer                | IMO- Nummer                | Ablieferung                | Auftraggeber               | Umbenennungen und Verbleib |
| -------------------------- | -------------------------- | -------------------------- | -------------------------- | -------------------------- | --- |
| Tabora                     | 809                        | 6511659                    | 1965                       | DAL, Hamburg               | 1974 Artico, 1983 Merchant Providence, 1987 Providence, 1987 Sagres, Abbruch ab 16. September 1987 in Gadani                   |
| Talana                     | 810                        | 6523080                    | 1965                       | DAL, Hamburg               | 1975 Georg Handke, 1990 Flying Pride, 1992 Artemis 1, Abbruch ab Januar 2003                                                   |
| Taveta                     | 814                        | 6622848                    | 30. September 1966         | DAL, Hamburg               | 1975 Nikos, 1977 Da Bai Shu, 1992 Wan Long, am 14. Juni 2012 im Register gelöscht.                                             |
| Tugelaland                 | 812                        | 6609810                    | 1. Juni 1966               | Globus-Reederei, Hamburg   | 1972 Concordia Land, 1973 Tugelaland, 1974 S.A. Tugelaland, 1978 Lu Cheng, 1993 Dong Ru, am 30. Mai 2011 im Register gelöscht. |
| Stellenbosch               | 815                        | 6707923                    | 18. Januar 1967            | Cape Continent Shipping    | 1978 Tsavo, 1983 Kota Sejati, Abbruch ab 10. März 1993 in Alang                                                                |
| Swellendam                 | -                          | 6712148                    | 1967                       | Cape Continent Shipping    | 1979 Lloyd Brisbane, 1979 Tanga, 1981 Balder Jhangchow, Abbruch ab 2. Januar 1991 in Alang                                     |